# Воинского морского флота канцелярия
Воинского морского флота канцелярия (военная морского флота канцелярия, военно-морская канцелярия, воинская морского флота канцелярия) — в 1712—1723 годах орган (до 1717 года наряду с Адмиралтейской канцелярией — центральный орган) военно-морского управления в России. Дислоцировалась в Петербурге.

## Функции
Канцелярии были переданы функции упразднённого Приказа воинского морского флота (находился в Москве): обеспечение чинов флота довольствием (жалованьем и обмундированием) и медицинской помощью, судопроизводство.

## Подчинение
Первоначально подчинялась генерал-адмиралу Апраксину (в его отсутствие — адмиралтейств-советнику Кикину), с 1715 года — обер-штер-кригс-комиссару флота (заведовал вещевым, денежным снабжением и медицинским обеспечением) генерал-майору Чернышёву.
С образованием в 1717 году Алмиралтейств-коллегии была передана в её ведение.

## Упразднение
Упразднена в 1723 году в связи с введением в действие «Регламента об управлении адмиралтейств и верфи…» (1722).